# 이온 중합
이온 중합(ionic polymerization)은 이온이나 이온 쌍을 활성 중심으로 하는 사슬 중합 방법이다. 활성 중심이 양이온이면 양이온 중합(cationic polymerization), 음이온이면 음이온 중합(anionic polymerization)이라고 한다. 이온 중합은 단량체에 치환된 작용기가 유도 효과와 공명 효과 등의 영향으로 활성 중심을 안정화시킬 수 있는 경우에만 진행된다.
자유 라디칼 중합(free radical polymerization)과 이온 중합의 주요한 차이점은 다음과 같다.
- 대부분의 이온 중합은 자유 라디칼 중합에 비해 빠른 중합 속도를 나타낸다. (일반적으로 104~106배)
- 성장하고 있는 사슬의 이온 활성 중심은 반대 전하를 띠는 반대 이온(counter-ion)을 동반한다.
- 이온 중합에서는 성장하고 있는 두 활성 중심의 반응에 의한 정지 반응이 일어나지 못한다. (정전기적으로 서로 반발하기 때문에)

## 참고 문헌
1. Young, Robert J, 《고분자과학(제3판)》, 자유아카데미, 2013